# 北谷由里
北谷由里（日语：／ Kitatani Yuri，1987年8月15日—），日本寫真偶像。於大阪府出身。所屬事務所為「ALIVE Entertainment」。

## 生平
2010年3月26日，北谷推出在峇里島拍攝的寫真DVD《秘蜜》。它具有一定故事性，北谷則於當中飾演跟男友共渡時光的女朋友。2011年2月25日，她的寫真DVD《細嫩肌膚約會》（やわ肌デート）公開。這部作品以一名女高中生的成長為主題。4月30日，她出席這部作品的發售紀念活動。7月25日，她發表寫真作品《甜瓜》（メロメロ～ン），觀眾能從中觀賞以醫生服出鏡的北谷。
2013年6月28日，北谷公開寫真DVD《愛與罪 ～禁斷的浪花～》（愛と罪 ～禁断の波しぶき～）。此作講述了一段外遇經歷，並把她身穿和服的樣子收錄在內。11月29日，她以穿着泳衣及便服的姿態進行拍攝的寫真影片《色情遊戲》開售。次年3月，她推出《色情遊戲》的續作《色情遊戲2》，觀眾同樣能從中觀賞北谷穿上泳衣及便服後的身姿。她之後發表寫真作品《百合狂熱》（Lily-Mania），於當中以穿上水手服的姿態登場。
2015年1月30日，她的寫真DVD《靜默的激情》（静かなる激情）公開。此作部分場景加入了綁縛的元素在內。2017年春天，北谷在沖繩開展寫真拍攝工作，以此在8月31日發表作品《秘密情人2》（Secret Lover2）。9月10日，她在「媒體女王攝影會」（メディアクイーン撮影会）中亮相。

## 外部連結
- 北谷由里的Ameblo網誌 （页面存档备份，存于）（日語）